# 579724 Romerfloris
579724 Romerfloris este o planetă minoră (asteroid) din centura de asteroizi. A fost descoperită pe 18 martie 2012 la Piszkéstetői Obszervatórium⁠(d) de Krisztián Sárneczky⁠(d). 
Obiectul prezintă o orbită caracterizată de o semiaxă mare de 2,4847582687231 UAi, o excentricitate de 0,17275630579321, o înclinație de 8,6069013909269 ° în raport cu ecliptica.